# Arsenio de Corfú
San Arsenio (Arsenios) de Corfu, también conocido como Arsenio de Kerkyra, (f. 800 o quizás 959 AD) es uno de los principales patrones de la isla griega de Corfú junto San Espiridón.
No confundir con San Arsenio de Sirmia, continuador de la obra de San Sava de Serbia.

## Biografía
Nació en Constantinopla en el seno de la fe judía. Se convirtió al cristianismo y se convirtió en el primer obispo de Corfú.